# عبد الرحمن المستظهر بالله
أبو المطرف عبد الرحمن المستظهر بالله (391 هـ - 414 هـ) الخليفة العاشر للأندلس والحاكم الرابع عشر لها من سلالة الأمويين.

## خلافته
منذ أن خلع محمد المهدي بالله الخليفة هشام المؤيد بالله، دخلت الأندلس في فوضى لعب فيها البربر دورًا بارزًا، ونتج عنها تصارع وتعاقب خلفاء من بني أمية على الخلافة، ثم خلع بنو حمود بني أمية عن الخلافة، وتنازعوها أيضًا فيما بينهم، إلى أن ضجّ أهل قرطبة من معاملة البربر، وخلعوا القاسم في 21 جمادى الآخرة 414هـ، وقاتلوا القاسم والبربر باستماتة إلى أن هزموهم في 15 رمضان 414هـ. وفي اليوم التالي، قرر أهل قرطبة أن يُعيدوا الأمر لبني أمية، فاجتمعوا في المسجد الجامع ليختاروا واحدًا من ثلاثة أمراء من بني أمية وهم سليمان بن المرتضى ومحمد بن العراقي وعبد الرحمن بن هشام، وفاضلوا بين الأولين إلى أن دخل عليهم عبد الرحمن المسجد في كوكبة من الرجال المسلحين، وأخذ بيعة من في المسجد، واعتقل الأميران الآخران المرشحان للخلافة. ثم صادر أموال عدد من الأكابر والوزراء، واعتقل عددًا من الأمراء الأمويين. ثم كانت القاضية حين استقبل في قصره عددًا من فرسان البربر، فثار أهل قرطبة، واقتحموا عليه القصر، وفتكوا بعبد الرحمن وآله، وبايعوا محمد المستكفي بالله في 3 ذي القعدة 414هـ، ولم تمض على خلافة المستظهر بالله 47 يومًا.